# Stipendienwerk
Stipendienwerk bezeichnet eine Gruppe von Personen, Institutionen oder auch einen Verein, welche bzw. welcher durch Vergabe von Stipendien an Begabte und/oder geeignete Personen, die dann Stipendiaten genannt werden, zu einem höherwertigen Bildungsabschluss gelangen lassen.
In der Regel durchlaufen die Bewerber für ein solches Stipendium ein strenges Auswahlverfahren, einen concours, in welchem sie ihre Eignung für die Förderungziele der jeweiligen Förderer nachweisen können. Diese Ziele können unterschiedlichster Natur sein; sie sind jedoch auch auf Eliteförderung ausgerichtet.
Stipendienwerke können auf nationaler wie auf internationaler Ebene tätig sein.